# سلطنة آتشيه

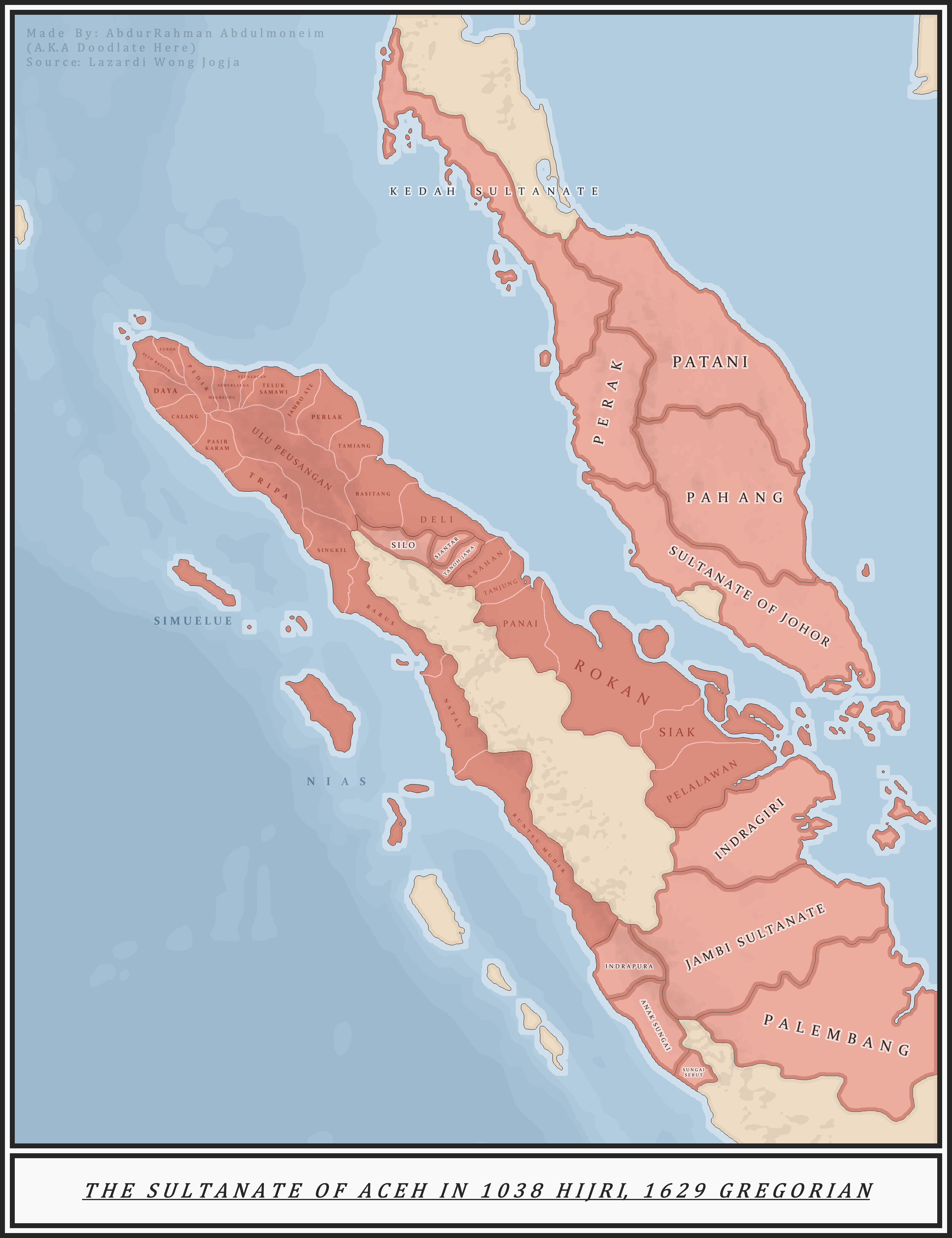
خريطة سلطنة آتشيه وتوابعها في أقصى اتساعها في عهد السلطان اسكندر مودا

سلطنة آتشيه دار السلام هي سلطنة إسلامية كانت تحكم في شمال جزيرة سومطرة في إندونيسيا (إقليم آتشيه حاليا)، وقد كانت قوة إقليمية كبرى في القرنين ال16 وال17 وقد بدأ حكمها في سنة 1496 وقد أسسها علي الدين محياة شاه، وعاصمتها مدينة باندا آتشيه.
كانت هذه السلطنة في ذروتها العدو اللدود لسلطنة جوهر وسلطنة ملقا في ماليزيا التي يسيطر عليها الاحتلال البرتغالي آنذاك وقد كانت هذه السلطنة تتمتع بعلاقات صداقة وتجارية مع الدول الإسلامية في الشرق الأوسط، فبالإضافة إلى قوتها العسكرية الكبيرة، أصبحت آتشيه مركزا معروفا في الدراسات الإسلامية والتجارة.
قاومت هذه السلطنة محاولات الاحتلال الهولندي حتى سقطت في سنة 1903 بيد الهولنديين.

## التأسيس والنهوض
بداية تاريخ اتشيه غير واضح، ولكن في إحدي المخطوطات يذكر انها تأسست من التشام. اللغة الآتشيه هي واحدة من 10 لغات من مجموعة اللغات آتشيه-تشامية. وفقا لللسجلات التاريخية لملايو ملك تشامبا شاه بو كبا وكان له ابن هو شاه باو لينغ الذي هرب عندما سقطت العاصمة فيجايا بواسطة أسرة لي الفيتنامية في 1471، والذي أسس لاحقا مملكة آتشيه.
تأسّست سلطنة أتشيه على يد السلطان علي الدين محياة شاه عام 1496 م في الأراضي التي كانت لسلطنة لموري الراحلة. ثم بدأ علي محياة شاه بتوسعة مملكته بإخضاع الممالك المجاورة أمثال دَايَا وفِدِيْر ودِلِي وآرُوْ وبَاسَاي اللاتى تعرّضن للاحتلال البرتغالي. فهو بذلك نجح في توحيدهنّ جميعاً تحت حكمه وطرد البرتغاليين من أراضى أتشيه. ثم خلفه بعد وفاته سنة 1530 م ابنه الأكبر صلاح الدين، لكنه كان ضعيفاً منشغلاً باللهو يسلّم الأمور الإدارية لمَنْكوْبوُمِي (رئيس الوزراء) يسمّى رَاجَا بُونغسُوْ الذي كان ظالماً فاسداً، فبذلك هُيّئت للبرتغاليين فرصة للنهوض. فقام أخو السلطان علاء الدين رعايت شاه بالانقلاب وتمكّن من قتلِ راجا بونغسو وحبسِ أخيه وتسمّى بالسلطان القهار عام 1537 م. واصل القهار توسعة الدولة التي كانت أيام أبيه في أراضي سومطرة، لكنه لم ينجح في عبور مضيق مَلَقَا لعظم قوة جوهور وملقا البرتغالية.
أرسل القهار عام 1564 م سفارة إلى إسطنبول لبناء العلاقة مع السلطان سليمان القانوني العثماني وبالتالي طلب منه أن يساعده في مقاومة البرتغاليين وتثبيت أقدامه على شمال سومطرة. وفعلاً، استخدم القهار الدعم العثماني عندما أخضع مملكة آرُو عام 1564 م وبموت سليمان عام 1566 م، أرسل ابنه سليم الثاني بعثة بحرية تحت قيادة كوردوغلو خضر ريس الذي كان قائداً عاماً للأسطول العثماني في المحيط الهندي ومقرّه بالسويس بمصر. فأبحر عام 1468 م مع قوة من 22 سفينة تحمل الجنود والمعدات العسكرية والإمدادات الأخرى ووصل أتشيه عام 1439 ه. فكانت بداية عملية للتوسع الإقليمي الشرقي للدولة العثمانية. ثم صارت أتشيه بعد ذلك محمية عثمانية إلى القرن التاسع عشر الهجري.

## الثقافة والاقتصاد
رأت آتشيه نفسها وريثة باساي، أول دولة إسلامية في جنوب شرق آسيا، ونجحت في العمل الدعوي الإسلامي في ملقا بعد أن غزاها الرومان الكاثوليك البرتغاليون. سُميت «رواق مكة» أو «بوابة مكة»، وأصبحت مركزًا للدراسات الإسلامية، حيث تُرجم القرآن والنصوص الإسلامية الأخرى إلى لغة الملايو. ومن بين علمائها البارزين حمزة الفنصوري، شمس الدين الباساي، وعبد الرؤوف الفنصوري السنكيلي، ونور الدين الرانيري الهندي.
اكتسبت آتشيه ثروة من صادراتها من الفلفل، وجوزة الطيب، والقرنفل، وجوز التنبول، وبمجرد أن غزت فهغ في عام 1617، أصبحت مصدرة للقصدير. عززت أسعار الفائدة المنخفضة واستخدام العملة الذهبية اقتصادها. كانت دائمًا هشة اقتصاديًا إلى حد ما، مع ذلك، بسبب صعوبة توفير فائض غذائي كافٍ لدعم المغامرات العسكرية والتجارية للدولة. بعد أن فقدت أتشيه التماسك السياسي في القرن السابع عشر، شهدت أهميتها التجارية تسقط بيد شركة الهند الشرقية الهولندية، التي أصبحت القوة العسكرية والاقتصادية المهيمنة في المنطقة بعد حصار ملقا الناجح في عام 1641.

## الحكام

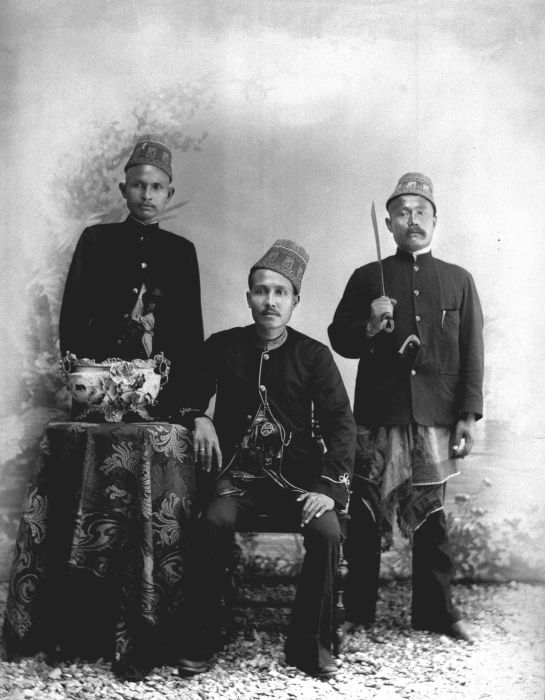
السلطان محمد داود شاه، آخر سلطان لآتشيه مع حراسه.

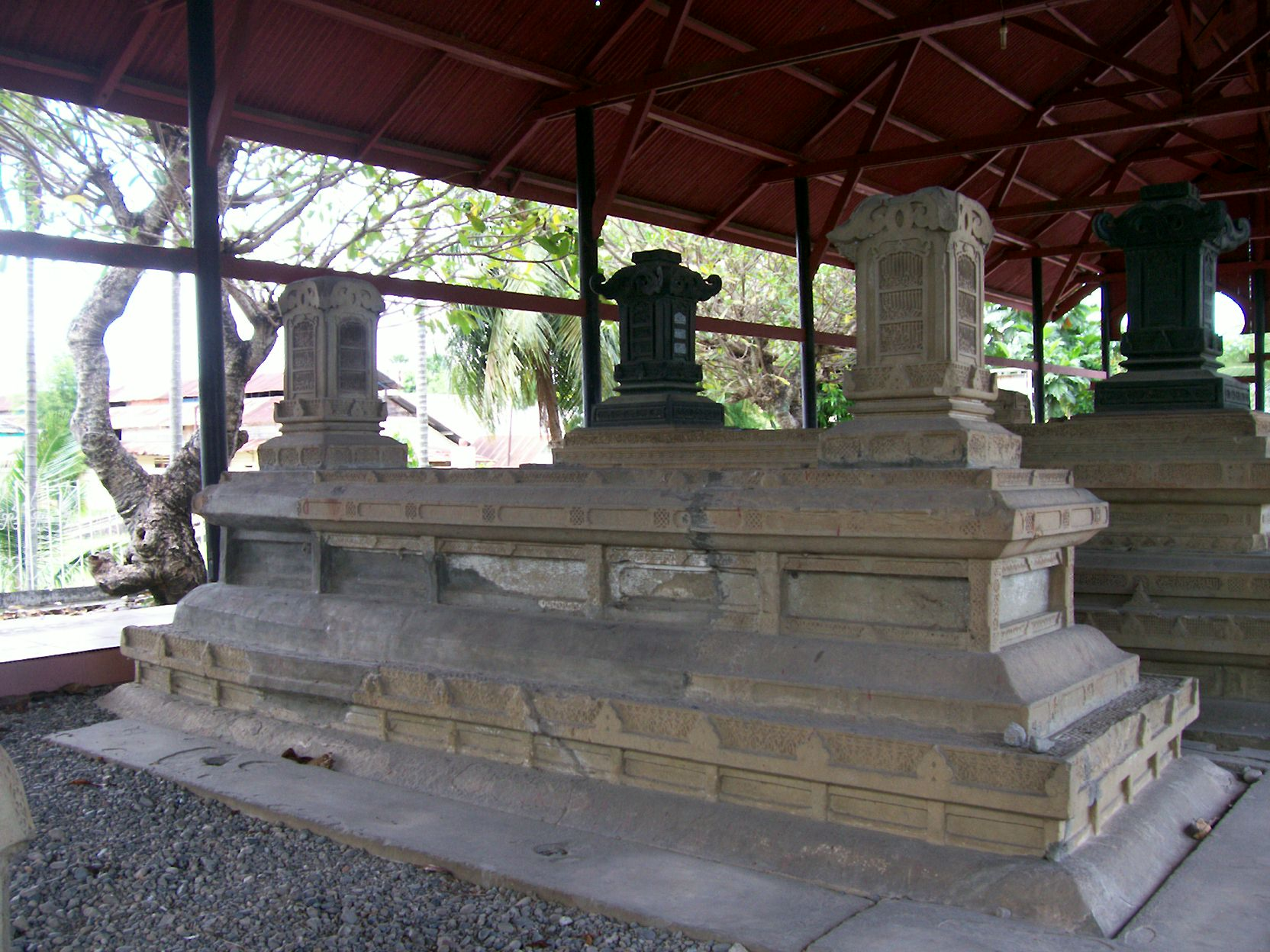
مقبرة السلطان علي الدين محياة شاه في باندا آتشيه

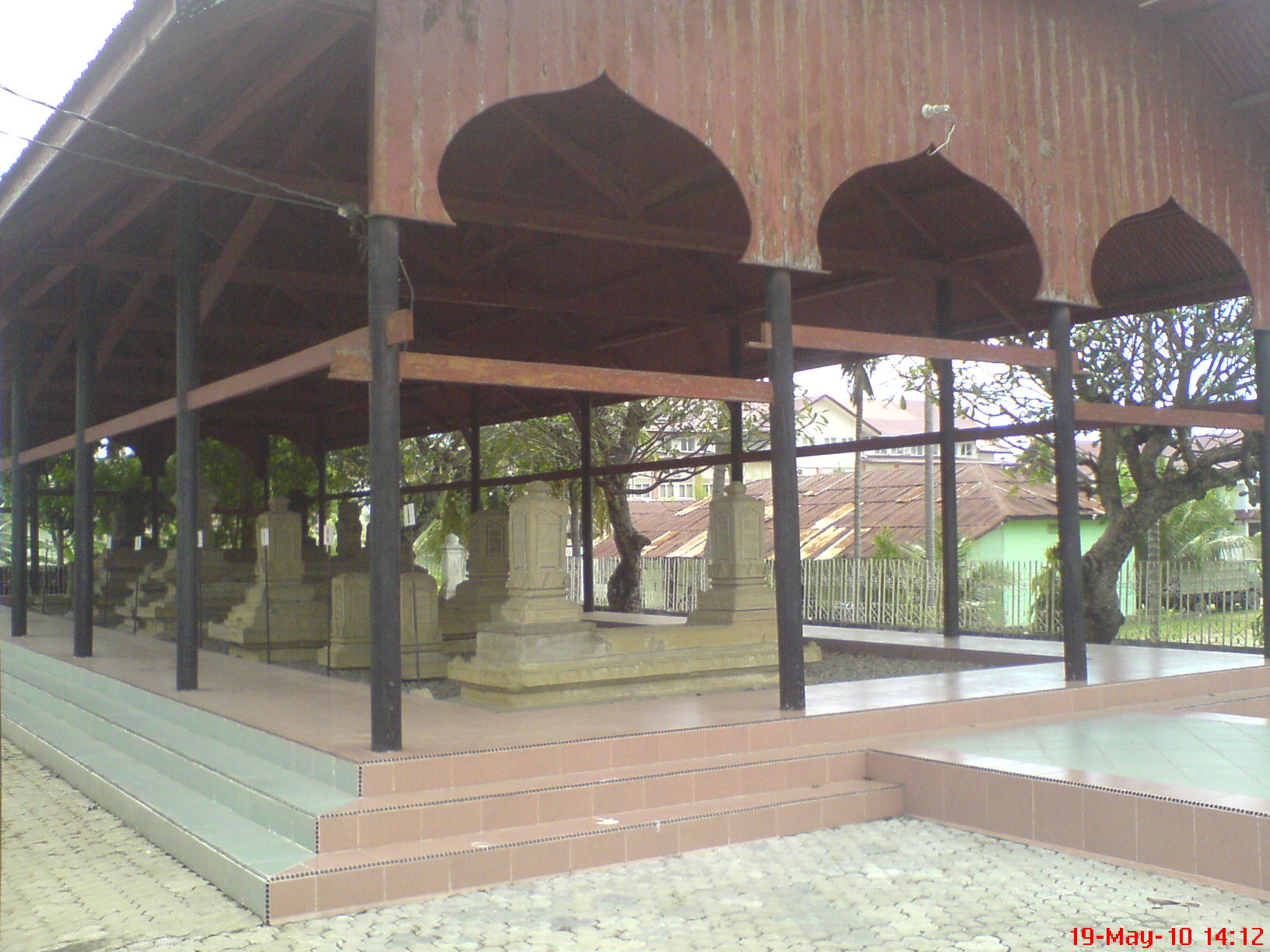
مقابر ملكية من عصر ما قبل إسكندار مودا في باندا آتشيه

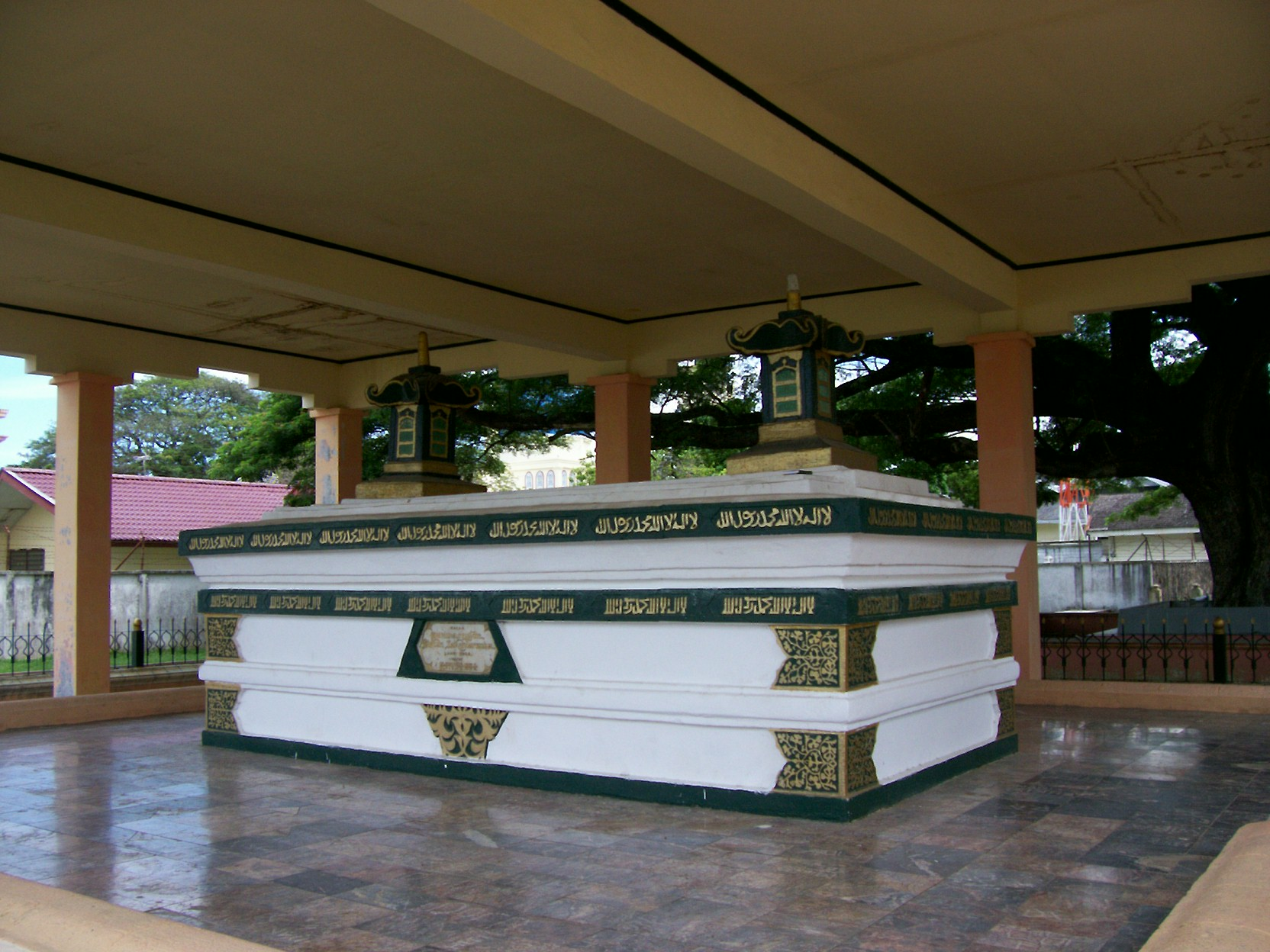
مقبرة السلطان إسكندار مودا'في باندا آتشيه

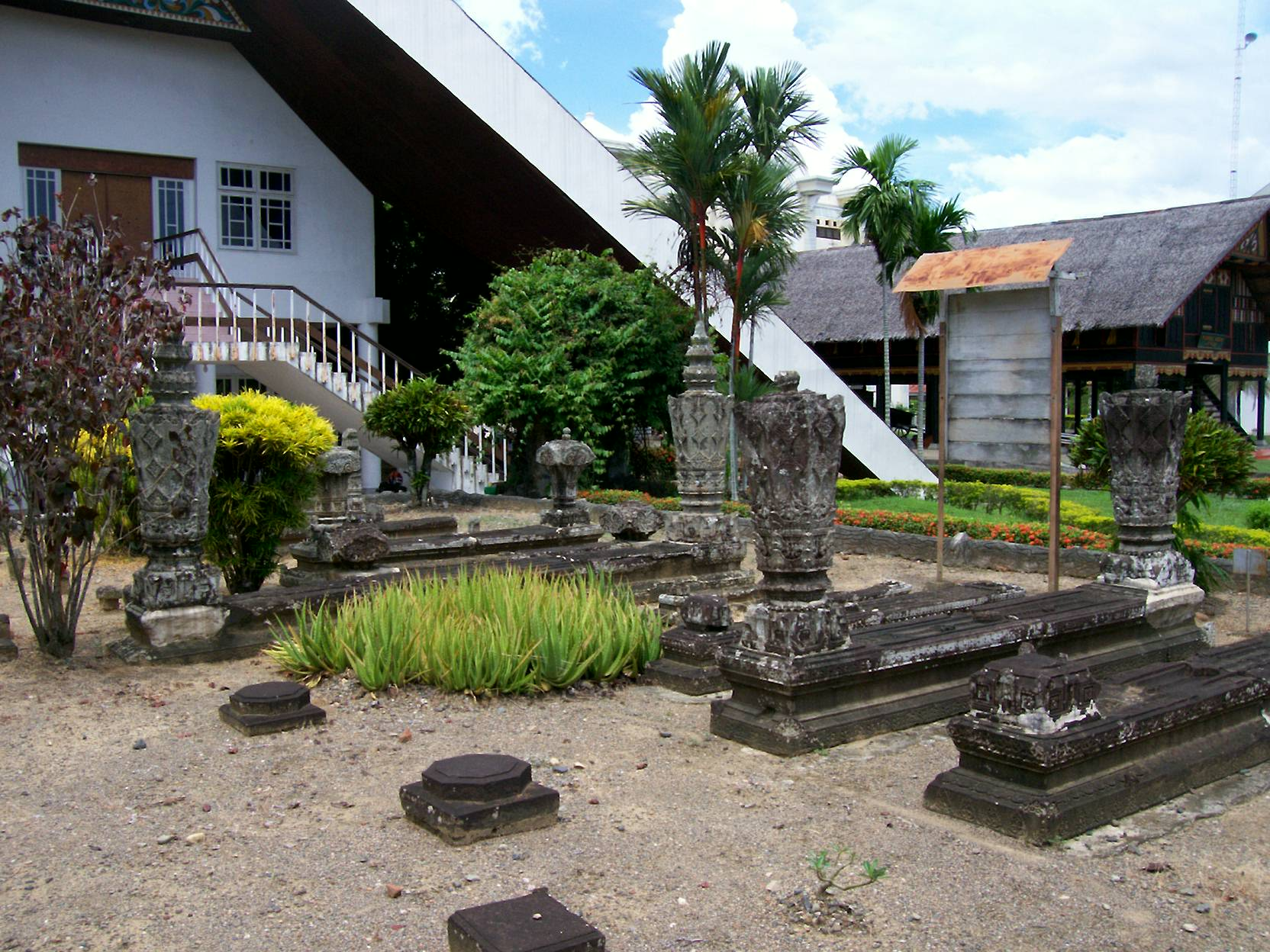
مقابر سلاطين آتشيه من سلالة بوغيس في باندا آتشيه

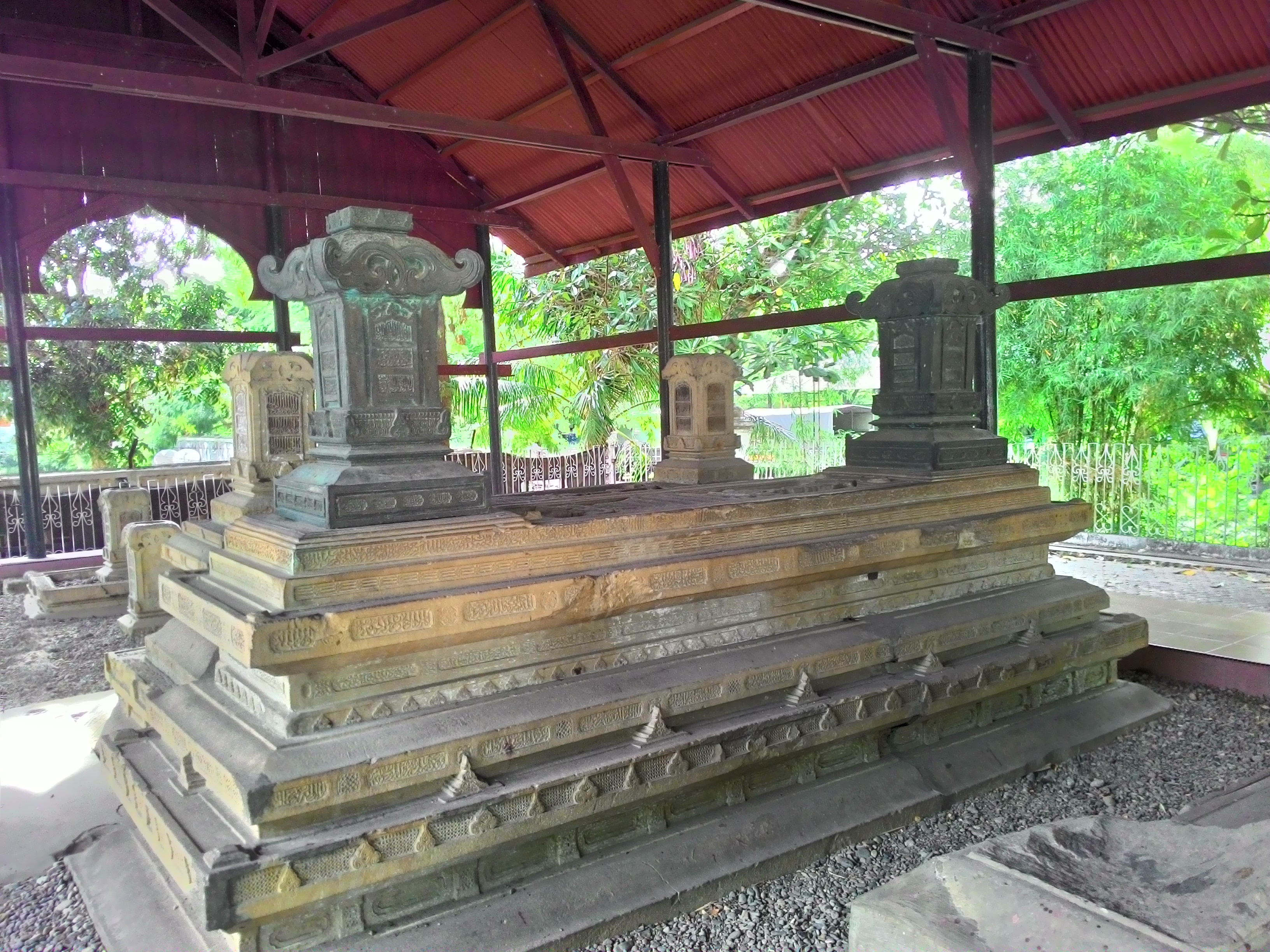
قبر سلطان آتشيه علاء الدين القهار

| سلطان آتشيه                             | سنوات الحكم                     |
| --------------------------------------- | ------------------------------- |
| علي الدين محياة شاه                     | c. 1514–1530                    |
| صلاح الدين بن علي                       | 1530–c. 1537/39                 |
| علاء الدين القهار                       | 1537/39–1571                    |
| حسين علي رعاية شاه الأول                | 1568/ 1571-1575 / 8 يونيو 1579  |
| سلطان مودا                              | 1575 / 1579 (طفل حكم بضعة أيام) |
| سري علم                                 | 1579                            |
| زين العابدين                            | 1579                            |
| علاء الدين منصور شاه                    | 1579–1585/86                    |
| علي رعاية شاه الثاني (بويونج)           | 1585/86–1589                    |
| علاء الدين رعاية شاه السيد المكمل       | 1589–1604                       |
| علي رعاية شاه الثالث                    | 1604–1607                       |
| إسكندر مودا                             | 1607–1636                       |
| إسكندر شاه الثاني                       | 1636–1641                       |
| صافية الدين تاج العالم                  | 1641–1675                       |
| نقية الدين نور العالم                   | 1675–1678                       |
| زاكية الدين عناية شاه                   | 1678–1688                       |
| زينة الدين كمالة شاه                    | 1688–1699                       |
| بدر العالم شريف هاشم جمال الدين         | 1699–1702                       |
| بدر العالم شريف لمتوي                   | 1702–1703                       |
| جمال العالم البدر المنير                | 1703–1726                       |
| جوهر العالم                             | 1726                            |
| شمس العالم                              | 1726–1727                       |
| علاء الدين أحمد شاه                     | 1727–1735                       |
| علاء الدين شاه جهان                     | 1735–1760                       |
| علاء الدين محمود شاه الأول              | 1760–1781                       |
| بدر الدين شاه                           | 1764–1765                       |
| سليمان شاه                              | 1773                            |
| علاء الدين محمد شاه                     | 1781–1795                       |
| علاء الدين جوهر العالم شاه (فتره أولي)  | 1795–1815                       |
| شريف سيف العالم شاه                     | 1815–1819                       |
| علاء الدين جوهر العالم شاه (فترة ثانية) | 1819–1823                       |
| علاء الدين محمد داود شاه الأول          | 1823–1838                       |
| سليمان علي إسكندار شاه                  | 1838–1857                       |
| علاء الدين منصور شاه                    | 1857–1870                       |
| علاء الدين محمود شاه الثاني             | 1870–1874                       |
| علاء الدين محمد داود شاه الثاني         | 1874–1903                       |